# Róża Filipina Duchesne
Róża Filipina Duchesne, właśc. Rose Philippine Duchesne (ur. 29 sierpnia 1769 w Grenoble, zm. 18 listopada 1852 w Saint Charles) – francuska zakonnica i misjonarka, święta Kościoła katolickiego.

## Życiorys
Urodziła się 29 sierpnia 1769 r. w Grenoble, miejscowości u podnóża Alp. Jej ojciec był prawnikiem, a z rodziny jej matki wywodził się przyszły prezydent Francji Jean Casimir-Périer. 
W 1789 r. pomimo sprzeciwu ojca wstąpiła do konwentu wizytek Sainte-Marie-d'en-Haut. W czasie rewolucji francuskiej i tzw. Wielkiego Terroru zakony zostały zlikwidowane, dlatego też Róża wraz ze swymi współsiostrami rozpoczęła życie świeckie, które w jej przypadku trwało 10 lat. 
Dzięki radzie i pomocy św. Magdaleny Zofii Barat w 1804 r. została członkiem Towarzystwa Najświętszego Serca (Society of the Sacred Heart of Jesus, RSCJ) i założycielką pierwszych domów Towarzystwa, a w 1805 r. złożyła tam śluby wieczyste. 
Zmarła 18 listopada 1852 roku mając 83 lata w opinii świętości.
Została beatyfikowana przez papieża Piusa XII 12 maja 1940 roku, a kanonizowana 3 lipca 1988 roku przez papieża Jana Pawła II.